# Provincia Centrală, Zambia
Provincia Centrală este o unitate administrativă de gradul I a Zambiei situată în partea centrală a Zambiei.Reședința provinciei este orașul Kabwe.

## Districte
Provincia Centrală se subdivide, la rândul ei, în 11 districte (2022):
| - Chibombo - Chisamba - Chitambo - Kabwe - Kapiri Mposhi - Luano - Mkushi - Mumbwa - Ngabwe - Serenje - Shibuyunji |